# Taras Hamarnyk
Taras Mychajłowycz Hamarnyk, ukr. Тарас Михайлович Гамарник (ur. 6 lutego 1973) – ukraiński piłkarz, grający na pozycji obrońcy, a wcześniej pomocnika.

## Kariera piłkarska

### Kariera klubowa
W 1993 rozpoczął karierę piłkarską w amatorskiej drużynie Skify Lwów, skąd w następnym sezonie przeszedł do klubu Haraj Żółkiew. W 1999 został piłkarzem FK Winnica, który potem zmienił nazwę na Nywa Winnica. Wiosną 2000 grał na wypożyczeniu w drugiej drużynie Zirki Kirowohrad. Latem 2002 przeniósł się do Prykarpattia Iwano-Frankowsk, który potem zmienił nazwę na Spartak. W rundzie wiosennej sezonu 2002/03 został wypożyczony do farm klubu Łukor Kałusz, a w rundzie jesiennej sezonu 2006/07 do FK Lwów. Po sezonie spędzonym w Podillia-Chmelnyćkyj Chmielnicki latem 2008 powrócił do Nywy. W 2009 wyjechał do Polski, gdzie został piłkarzem klubu Spartakus Szarowola. W 2010 zakończył karierę piłkarza.

## Sukcesy i odznaczenia

### Sukcesy klubowe
- brązowy medalista Drugiej lihi Ukrainy: 2008